# Leucauge volupis
Leucauge volupis là một loài nhện trong họ Tetragnathidae.
Loài này thuộc chi Leucauge. Leucauge volupis được Eugen von Keyserling miêu tả năm 1893.